# IC 4043
IC 4043 је спирална галаксија у сазвјежђу Ловачки пси која се налази на листи објеката дубоког неба у Индекс каталогу.
Деклинација објекта је + 37° 4' 15" а ректасцензија 13h 0m 34,9s. Привидна величина (магнитуда) објекта IC 4043 износи 15,9 а фотографска магнитуда 16,5. IC 4043 је још познат и под ознакама UGC 8123, PGC 44814.